# Зимек, Рудольф
Ру́дольф Зи́мек (нем. Rudolf Simek; род. 21 февраля 1954, Айзенштадт) — немецкий историк и филолог-германист. С 1995 года — профессор древненемецкой и скандинавской литературы в Боннском университете.

## Биография
С 1972 по 1976 год Зимек изучал германистику, католическую теологию и философию в университете Вены. С 1979 года — преподавал в Эдинбурге. В 1980 году успешно защитил в Венском университете докторскую диссертацию о названиях и обозначениях кораблей викингов, в 1981 году стал также магистром теологии. До 1995 года Зимек занимал в университете Вены место руководителя библиотеки Института германистики, а также с 1981 по 1989 годы место доцента. Одновременно Зимек был профессором германистики в Католическом университете Святого креста. В 1990 году защитил докторскую диссертацию в Вене.
С 1995 года Зимек является профессором и с 2003 года заведующим кафедрой древнегерманской филологии в Боннском университете. В 1999 году Зимек получил профессуру по сравнительному религиоведению в университете Тромсё, а в 2000 году по древнескандинавским исследованиям в университете Сиднея. Также долгое время Зимек пребывал с исследовательскими целями в Рейкьявике, Копенгагене, Лондоне и Оксфорде. С 2000 по 2003 годы Зимек был председателем Международного общества саг.
К основным направлениям исследований Зимека относятся исследование германской мифологии, культуры и языков средневековой Скандинавии, религиозных, мистических и пророческих текстов Высокого Средневековья, средневековых учёных трактатов, особенно по естественным наукам, а также позднесредневековых записок путешественников и автобиографий.

## Работы
Рудольф Зимек является переводчиком на немецкий язык 5-ти томов древнескандинавских саг. Также он автор большого количества работ по истории германцев, эпохе викингов, германо-скандинавской мифологии и представлениям германцев о мире. Наиболее значимыми из них являются:
- Lexikon der germanischen Mythologie. — Stuttgart: Kröner, 1984 ISBN 3-520-36801-3 (была переведена также на английский, французский и исландский языки)
- Lexikon der altnordischen Literatur (в соавторстве с Херманном Палсоном). — Stuttgart: Kröner, 1987 ISBN 3-520-49001-3
- Altnordische Kosmographie. Studien und Quellen zu Weltbild und Weltbeschreibung in Norwegen und Island vom 12. bis zum 14. Jahrhundert, Berlin/New York: de Gruyter, 1990. ISBN 3-11-012181-6
- Erde und Kosmos im Mittelalter: Das Weltbild vor Kolumbus. — München: C.H. Beck, 1992. ISBN 3-406-35863-2
- Die Wikinger. — München: C.H. Beck, 1998 ISBN 3-406-41881-3 (была переведена на испанский язык)
- Religion und Mythologie der Germanen. — Stuttgart, Theiss 2003 ISBN 3-8062-1821-8
- Götter und Kulte der Germanen. — München: C.H. Beck, 2004 ISBN 3-406-50835-9
- Runes, Magic and Religion: A Sourcebook (в соавторстве с Джоном МакКиннелом и Клаусом Дювелем). — Wien, Fassbaender, 2004 ISBN 978-3-900538-81-1
- Der Glaube der Germanen. — Limburg und Kevelaer, Lahn-Verlag, 2005 ISBN 3-7867-8495-7
- Die Germanen. — Stuttgart, Reclam, 2006 ISBN 3-15-017051-6

Также Рудольф Зимек является издателем серии Studia Midievalia Septentrionalia.

## Примечание
1. ↑  http://chroniknet.de/extra/geburtstag/rudolf-simek/
2. ↑  Deutsche Nationalbibliothek Record #120014386 // Gemeinsame Normdatei (нем.) — 2012—2016.
3. ↑  http://www.islit.is/en/promotion-and-translations/icelandic-literature/readers-of-icelandic-literature/nr/2157
4. ↑  Rudolf Simek. Die Germanen. — Stuttgart, Reclam, 2006. — S. 216.